# Agathiphaga
Agathiphaga is een geslacht van primitieve vlinders uit de familie Agathiphagidae. Het is het enige geslacht uit die familie, en telt slechts twee soorten. De wetenschappelijke naam van het geslacht werd in 1952 gepubliceerd door Lionel Jack Dumbleton.

## Soorten
- Agathiphaga queenslandensis Dumbleton, 1952
- Agathiphaga vitiensis Dumbleton, 1952